# Principe variationnel
Cet article concerne les principes variationnels en physique. Pour le théorème d'analyse mathématique, voir Principe variationnel d'Ekeland.
Un principe variationnel est un principe physique s'exprimant sous une forme variationnelle et duquel, dans un domaine précis de la physique (mécanique, optique géométrique, électromagnétisme, etc), de nombreuses propriétés peuvent être déduites.
Dans de nombreux cas, la résolution des équations se ramène à la recherche de géodésiques dans un espace approprié (en général l'espace des états du système physique étudié), sachant que ces géodésiques sont les extrémales d'une certaine intégrale représentant la longueur de l'arc joignant les points fixes dans cet espace abstrait. Les équations d'Euler-Lagrange sont l’archétype des méthodes utilisées pour résoudre les équations dans ce cadre.
L'étude variationnelle au premier ordre permet de déterminer l'évolution du système physique considéré, l'étude au second ordre permet d'étudier la stabilité des équilibres.
Parmi ces principes on trouve le principe de moindre action et le principe de Fermat.

## Principe de Fermat

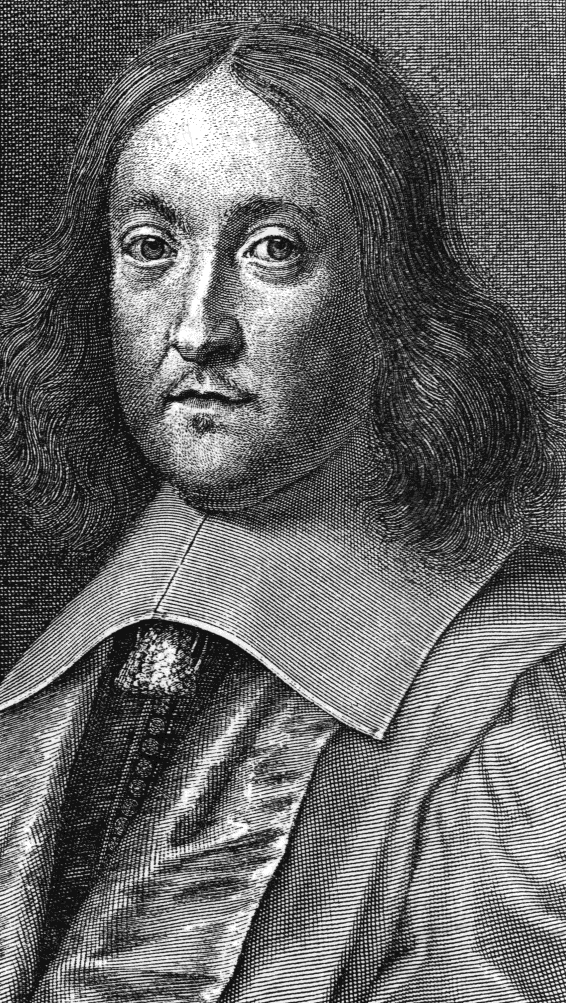
Pierre de Fermat (1601–1665)

En optique géométrique, le principe de Fermat affirme que, dans un milieu isotrope, le chemin suivi par la lumière entre deux point fixes P et Q est celui qui rend minimal le temps de parcours, c'est-à-dire qui rend extrémale l'intégrale {\displaystyle \textstyle \int _{P\rightarrow Q}dt=\int _{P\rightarrow Q}{{ds} \over {c}}} où {\displaystyle ds=} élément infinitésimal du chemin allant de P à Q, c = célérité de la lumière, et {\displaystyle \textstyle {ds \over c}=dt=} intervalle infinitésimal de temps nécessaire pour parcourir l'intervalle {\displaystyle ds}.
Ce qui s'exprime par
{\displaystyle \textstyle \delta \int _{P\rightarrow Q}{{ds} \over {c}}=0}
où le symbole {\displaystyle \ \delta } indique qu'il est en fait une infime variation du trajet emprunté pour aller de P à Q.
La vitesse de phase de la lumière, autrement dit sa vitesse de propagation, peut varier en chaque point, mais non avec la direction du rayon en ce point (isotropie). Cette équation exprime que la variation (indiquée par la lettre grecque {\displaystyle \delta }) d'une intégrale curviligne est nulle, c'est-à-dire que la différence entre cette intégrale évaluée le long de la trajectoire réelle et l'intégrale évaluée le long de n'importe quelle trajectoire virtuelle infiniment voisine est un infiniment petit du second ordre. Ceci signifie que l'intégrale est stationnaire, condition nécessaire mais non suffisante pour qu'elle soit un minimum voire un extremum. C'est seulement dans le cas où le trajet PQ est suffisamment petit, de manière que des rayons « voisins » ne puissent recouper le rayon réel, que l'on peut démontrer qu'il s'agit effectivement d'un minimum.

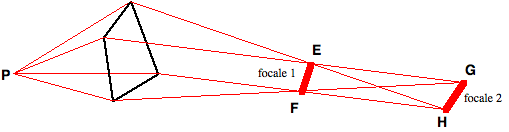

L'étude de certains systèmes optiques simples permet d'illustrer le problème. En effet, représentons le milieu hétérogène étudié par un de ces systèmes optiques. Dans cet exemple, l'image du point P, c'est-à-dire le lieu des points de rencontre de tous les rayons issus de P sous des angles légèrement différents, est constituée de deux focales EF et GH dont la distance caractérise l'astigmatisme du système.

## Principe de Maupertuis

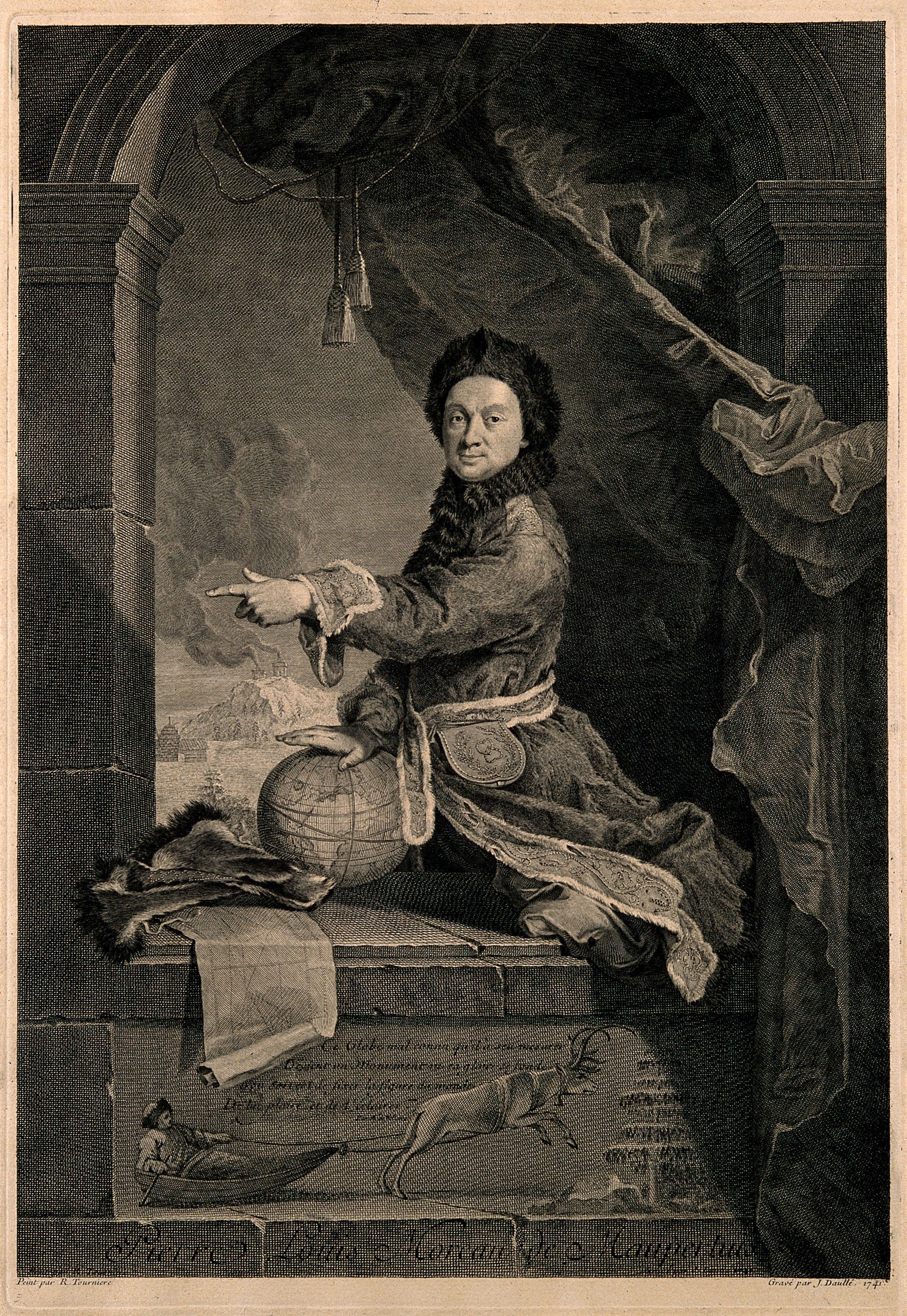
Pierre Louis de Maupertuis (1698–1759)

En mécanique analytique, le principe de Maupertuis s'applique aux systèmes conservatifs (ceux dont l'énergie mécanique {\displaystyle E=T+V} est invariante au cours du temps) à liaisons holonomes indépendantes du temps.
La trajectoire du corps entre deux points P et Q est alors celle qui minimise l'énergie cinétique T au cours du temps, donc qui rend extrémale l'intégrale curviligne {\displaystyle \textstyle \int _{P\rightarrow Q}2Tdt=\int _{P\rightarrow Q}mvds}, où {\displaystyle ds=} segment infinitésimal de trajet, {\displaystyle \textstyle 2T=m.v^{2}} et {\displaystyle \textstyle v={{ds} \over {dt}}}. Ces écritures n'étant pas souvent pratiques car la vitesse {\displaystyle v} ne s'exprime pas facilement en fonction de la coordonnée {\displaystyle s} ni du temps {\displaystyle t}.
En écrivant l'énergie totale (constante) {\displaystyle E=T+V}, où {\displaystyle V=V(s)=} énergie potentielle, on obtient {\displaystyle \textstyle mv={\sqrt {2m(E-V)}}} et l'intégrable extrémale {\displaystyle \textstyle \int _{P\rightarrow Q}mvds=\int _{P\rightarrow Q}{\sqrt {2m(E-V)}}ds}.
Le principe de Maupertuis dit donc que la trajectoire suivie par le corps est celle pour laquelle {\displaystyle \textstyle \delta \int _{P\rightarrow Q}{\sqrt {2m(E-V)}}ds=0}. Ce principe est un cas particulier du principe de moindre action.

## Principe de moindre action

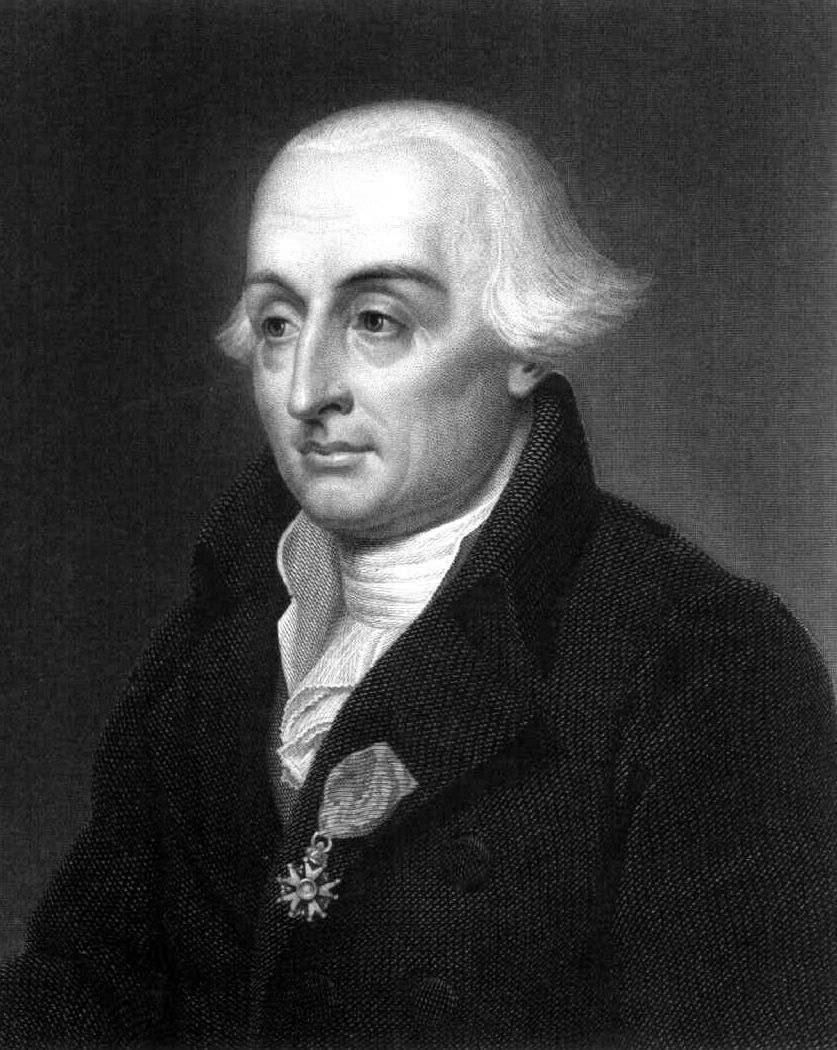
Joseph-Louis Lagrange (1736–1813)

En mécanique analytique, le principe de moindre action affirme que la trajectoire d'un corps, et, plus généralement, l'évolution d'un système se fait suivant un trajet qui minimise l'action, c'est-à-dire l'intégrale du lagrangien du système {\displaystyle L=T-V}. Les trajets envisagés parcourent l'espace des états du système, espace abstrait.
{\displaystyle \delta \int _{t_{0}}^{t_{1}}Ldt=0}
La forme différentielle de ce principe s'exprime par les équations d'Euler-Lagrange, plus pratique pour déterminer l'évolution du système.
Pour la physique classique, Joseph-Louis Lagrange a montré l'équivalence entre ce principe et du principe fondamental de la dynamique. La mécanique hamiltonienne est issue de l'étude des propriétés du principe de moindre action.

## Principe des moindres contraintes de Gauss

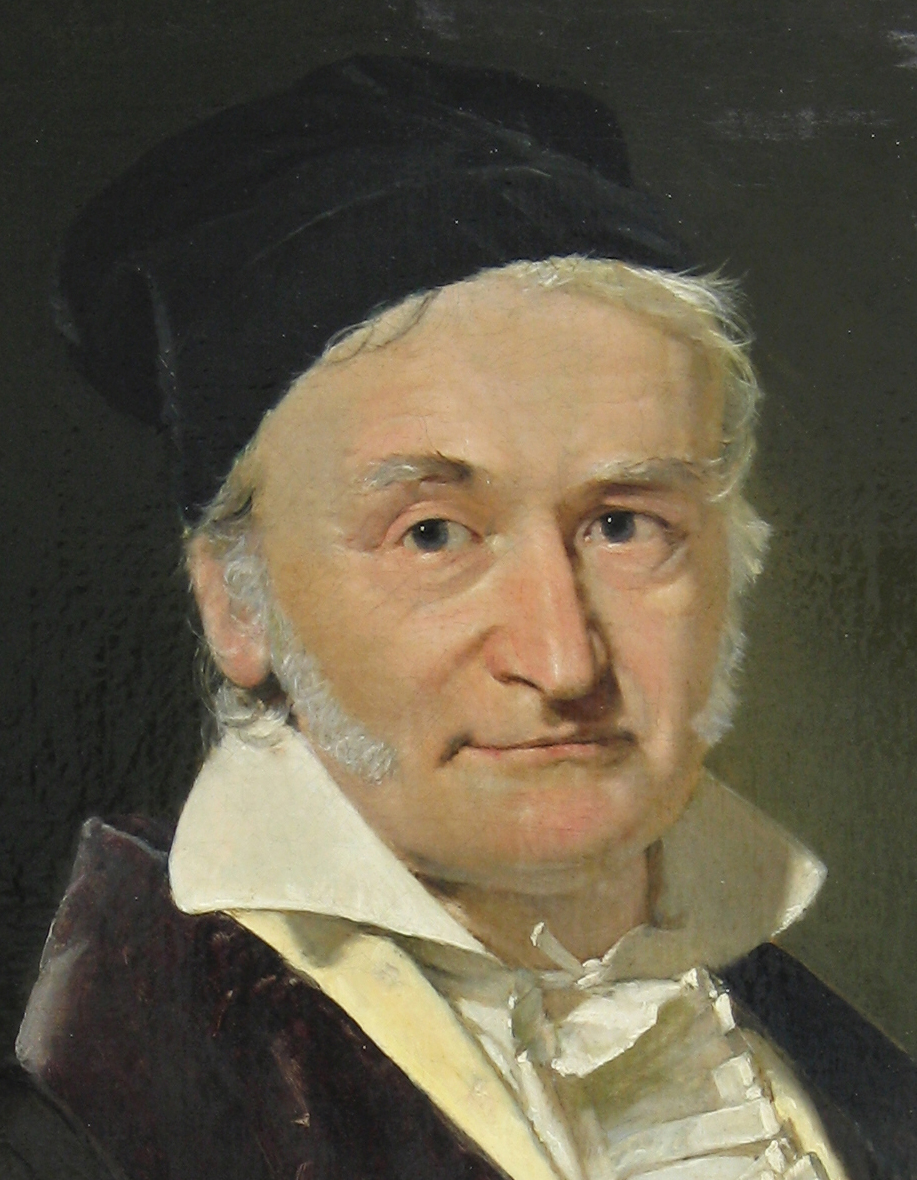
Carl Friedrich Gauss (1777–1855)

Ce principe a été publié par Gauss en 1829. Il est plus particulièrement invoqué pour traiter les contraintes non holonomes et pour présenter les équations de Gibbs-Appell. L'idée de départ est que l'introduction de contraintes modifie le moins possible le mouvement d'un système initialement libre.
Soit un ensemble de N points massifs soumis à des contraintes quelconques.
Comme variables de configuration {\displaystyle q_{k}} de ce système mécanique, nous prenons les coordonnées cartésiennes x,y,z des points :
- {\displaystyle q_{1}=x_{1},q_{2}=y_{1},q_{3}=z_{1},\;q_{4}=x_{2},q_{5}=y_{2},q_{6}=z_{2}\;,\ldots ,\;q_{3N-2}=x_{N},q_{3N-1}=y_{N},q_{3N}=z_{N}\,.}

c'est-à-dire que nous utilisons les indices :
- {\displaystyle k=1,\ldots ,3N}, {\displaystyle \nu =1,\ldots ,N} avec {\displaystyle \nu =(k-1)/3+1}.

Avec ces notations nous posons aussi : {\displaystyle F_{1}=Fx_{1},F_{2}=Fy_{1},F_{3}=Fz_{1},\;\ldots ,F_{3N}=Fz_{N}}. On remarque alors que :
- {\displaystyle {\ddot {q}}_{k}} est une composante de l'accélération réelle ou effective, (donc sous contraintes).
- {\displaystyle F_{k}/m_{\nu }} est la composante correspondante de l'accélération hypothétique qu'aurait le point {\displaystyle \nu } de masse {\displaystyle m_{\nu }} en l'absence de contraintes.

Le principe des moindres contraintes déclare que la fonction :
{\displaystyle \mathrm {G} =\sum _{k=1}^{3N}m_{\nu }\left({\ddot {q}}_{k}-{\frac {F_{k}}{m_{\nu }}}\right)^{2}} passe par un minimum pour le mouvement réel. Schématiquement, on peut dire que les quantités entre parenthèses, dont la somme est minimisée, sont les déviations des accélérations du système libre, causées par les contraintes.